# ロバート・ギンティ
ロバート・ウィンスロップ・ギンティ（Robert Winthrop Ginty 1948年11月14日 - 2009年9月21日）は、アメリカの俳優、テレビドラマ監督。

## 来歴
ニューヨーク・ブルックリン区生まれ 。幼少期から音楽に親しみ、ジミ・ヘンドリックス、ジャニス・ジョプリン、カルロス・サンタナ、ジョン・リー・フッカーなどを愛好していた。ミュージシャン志望だったが、後に俳優志望に転向、イェール大学で演劇を学び、ネイバーフッド・プレイハウスとアクターズ・スタジオで修業した。
1970年代にカリフォルニア州に移り住み、テレビドラマや映画に出演するようになり、1980年、『エクスタミネーター』の主演に抜擢される。以降、B級アクション映画を中心に出演する一方、1990年代からはテレビドラマの監督も勤めた。
スターへの道のり
1974年辺りからテレビ・シリーズのゲスト出演（主役ゲストではない）をこなす様になり、『ロックフォードの事件メモ』等がある。
映画にはラリー・ピアース監督の『パニック・イン・スタジアム』（1976年）やハル・アシュビー監督の『ウディ・ガスリー/わが心のふるさと』（1976年）と『帰郷』（1978年）に端役出演していた。
1979年にテレビ・シリーズ『ペーパー・チェイス』（1974年製作の映画のテレビ版）のレギュラーに抜擢されたが、『白バイ野郎ジョン&パンチ』や『アーノルド坊やは人気者』等のテレビ・シリーズにゲスト出演しながらチャンスを待った。
出稼ぎ俳優としての活動
ジェームズ・グリッケンハウス監督の『エクスターミネーター』（1980年）で演じたベトナム戦争帰りの復讐鬼役で注目されたが、おいそれとはスターダムにはのし上がれず、『ナイトライダー』等のテレビ・シリーズにゲスト出演をこなしながら糊口をしのいだ。
そんな不遇な中、香港の悪名高きフィルマーク・インターナショナルとタイ映画界との合作でP・シャロン監督の『ゴールド・レイダース』（1982年/日本では1987年作として紹介/未/ビデオ）やキャリアの停滞期にあったフレッド・ウィリアムスンと共演したイタリア映画『近未来戦争/オメガ帝国の崩壊』（1984年/未/ビデオ）、フランスのジャン＝マリー・パラディー監督の仏・伊・土合作の『ホワイト・ファイア/地獄の報酬』（1984年/未/ビデオ）で、いずれも主役を演じた。しかし、ドサ回り的な仕事内容だった。
1987年には南アフリカ共和国で傭兵物『コードネーム・ウルフ（テレビ放映題/地獄のエクスタミネーター）』（未/ビデオ）で主演し、同地のアクション俳優であるジェームズ・ライアンとの共演だった。また、『怒りの報酬（怒りのエクスタミネーター/死の標的）』（1989年/未/ビデオ/テレビ放映）も南アフリカ共和国との合作だった。他にも『必殺コマンド』（1985年）のメキシコ・ロケ等、意外にも外国での仕事が少なくない。
1990年代に入るとイタリアのウンベルト・レンツィがハンフリー・ハンバート名義で監督した刑事物『コップ・ターゲット/狼の牙』（1990年）の主役やシンシア・ラスロックとリチャード・ノートンと共演したインドネシア映画『リベンジ・オブ・デス』（1992年/未/ビデオ）では悪役を演じた。監督は『キックボクサー』（1989年）の米国人監督デーヴィッド・ウォースが当たった。
以上の様に専らB級アクション映画のキャリアの様であるが、1987年にはジェス・フランコやジャン・ローランの作品で知られるフランスのユーロシネ制作のホラー映画『キラー・マニア/殺人遊戯』に出演した。共演はイタリアや東南アジア方面への出稼ぎも少なくないボー・スヴェンスンとチャック・コナーズだった。
監督としての活動
1989年には現代の賞金稼ぎを題材にした『バウンティ・ハンター』で監督業に進出し、脚本も手掛けた。また、翌年の1990年にはリトル・サイゴンを舞台にしたベトナム帰りの神父が活躍する『ベトナムU.S.A.』を製作・監督した。両作はギンティが主演も兼任したワンマン映画だった。因みに、この2作品は日本でも劇場公開された。
この流れで、テレビ・シリーズの監督も手掛ける様になり、日本ではテレビ東京でも放送された1996年の『刑事ナッシュ・ブリッジス』等がある。尚、晩年は殆ど監督業に専念していた。

### プライベート
3回結婚して、3人の子供をもうけ、息子ジェームズ・フランシス・ギンティも俳優になった。2009年9月21日、癌で死去。60歳。

## 主な出演作品

### 映画
| 公開年 | 邦題 原題                                                               | 役名                     | 備考             |
| ------ | ----------------------------------------------------------------------- | ------------------------ | ---------------- |
| 1976   | パニック・イン・スタジアム Two-Minute Warning                           | 売り子                   |                  |
| 1976   | ウディ・ガスリー/わが心のふるさと Bound for Glory                       | アーティチョークを摘む人 |                  |
| 1978   | 帰郷 Coming Home                                                        | ディンク・モブリー刑事   |                  |
| 1980   | エクスタミネーター The Exterminator                                     | ジョン・イーストランド   |                  |
| 1983   | 近未来戦争/オメガ帝国の崩壊 Warrior of the Lost World                   | ライダー                 |                  |
| 1983   | ゾンビ・怨霊の墓場 The Alchemist                                        | アーロン                 |                  |
| 1983   | ゴールド・レイダース Gold Raiders                                       | マーク                   |                  |
| 1984   | エクスタミネーター2 Exterminator 2                                      | ジョン・イーストランド   |                  |
| 1984   | ホワイト・ファイア/200カラットのダイヤを獲れ Vivre pour survivre        | ボリス・ドネリー         |                  |
| 1985   | 必殺コマンド Mission Kill                                               | J.F.クーパー             |                  |
| 1987   | 殺人サイボーグ リタリエーター Progammed to Kill                         | エリック・マシューズ     |                  |
| 1987   | トリプル・エージェント/ホシを挙げろ Three Kinds of Heat                 | エリオット・クロムウェル |                  |
| 1987   | 地獄のエクスタミネーター Code Name Vengeance                            | モンロー                 |                  |
| 1989   | 愛の宅配-ピザ・ボーイ Loverboy                                          | ジョー                   |                  |
| 1989   | 怒りの報酬 Out on Bail                                                  | ジョン・ディー           |                  |
| 1990   | マッド・ハウス/珍入者撃退作戦 Madhouse                                  | デイル                   |                  |
| 1990   | ベトナムU.S.A. Vietnam,Texas                                            | トマス・マケイン         | 製作・監督・出演 |
| 1990   | ロサンゼルス大地震 The Big One: The Great Los Angeles Earthquake        | ウォレン                 | テレビ映画       |
| 1990   | バウンティ・ハンター The Bounty Hunter                                  | デューク・エヴァンス     | 出演/監督/脚本   |
| 1990   | コップ・ターゲット/狼たちの牙 Cop Target                                | ファーレイ・ウッド       |                  |
| 1991   | ハーレーダビッドソン&マルボロマン Harley Davidson &and the Marlboro Man | トム                     |                  |
| 1992   | リベンジ・オブ・デス Lady Dragon                                        | ギブソン                 |                  |
| 1999   | プロフェッツ・ゲーム 殺人予告 The Prophet's Game                        | ブレント・ムーア         |                  |

### テレビシリーズ
| 放映年    | 邦題 原題                                     | 役名                           | 備考                       |
| --------- | --------------------------------------------- | ------------------------------ | -------------------------- |
| 1976-1978 | Baa Baa Black Sheep                           | T.J.ウィリー                   | 30エピソード               |
| 1979-1979 | The Paper Chase                               | トマス・クレイグ・アンダーソン | 22エピソード               |
| 1983      | ナイトライダー Knight Rider                   | エリオット・スティーブンス     | 1エピソード                |
| 1984      | Hawaiian Heat                                 | マック・ライリー               | 10エピソード               |
| 1989-1990 | ファルコン・クエスト Falcon Crest             | ウォーカー・ダニエルズ         | 7エピソード                |
| 1990      | 名探偵ダウリング神父 Father Dowling Mysteries | レニー                         | 1エピソード                |
| 1991      | ジェシカおばさんの事件簿 Murder, She Wrote    | パウエル警部補                 | エピソードMoving Violation |

## その他
映画評論家・ギンティ小林のペンネームは、熱愛する彼の名前に由来している。